# Brian Dozier
James Brian Dozier, född den 15 maj 1987 i Fulton i Mississippi, är en amerikansk före detta professionell basebollspelare som spelade som andrabasman för Minnesota Twins, Los Angeles Dodgers, Washington Nationals och New York Mets i Major League Baseball (MLB).
Han draftades av Minnesota Twins i 2009 års MLB-draft.
Dozier vann en World Series och en Gold Glove Award